# Willrich (Familie)

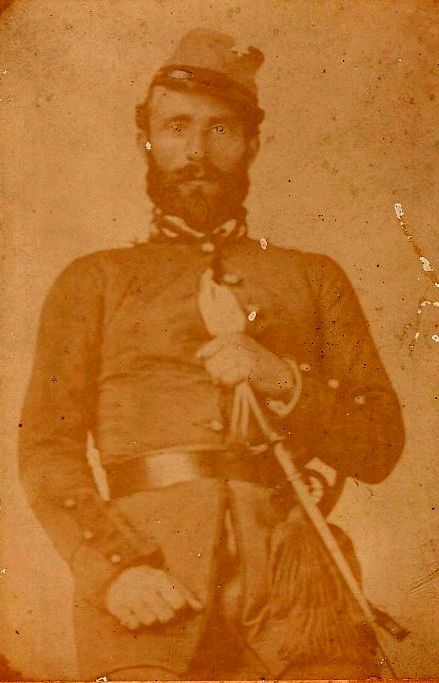
Der aus Uelzen stammende Carl Friedrich Theodor „Charles Theodor“ Willrich (1829–1906) als Soldat der Konföderierten (La Grange, Texas)

Willrich ist der Name eines niedersächsischen, bürgerlichen, bis nach Texas reichenden Geschlechts, das bis in das Jahr 1570 zurückverfolgt werden kann.

## Herkunft
Die Familie Willrich (auch Wilrich) geht auf drei um 1570 geborene Brüder zurück, wobei die bis heute sich über 14 Generationen und drei Kontinente erstreckende Stammfolge nach dem mittleren Bruder Christianus Willrich bekannt ist, diejenigen des älteren und jüngeren Bruders augenscheinlich jedoch ebenso unbekannt sind wie deren Namen. Christianus Willrich wurde in Niederfischbach bei Kirchen an der Sieg (Altenkirchen, Rheinland-Pfalz) um 1570 geboren, war Sekretarius zu Lüne und hatte zumindest einen bekannten Sohn namens Nicolaus Willrich (* 1595 Gießen in Hessen; † 29. Juli 1667 in Helmstedt), wohl Abt des evangelischen Klosters Mariental, dessen Nachkommenschaft dokumentiert ist.

## Bürgerliches Wappen (ab 1935)
Es wurde 1935 im Zuge intensivierter genealogischer Nachforschungen von 1935 bis 1944 von dem heraldischen Maler Karl Wenzel (* 27. Februar 1887 in Ibbenbüren; † 27. September 1947 in Kevelaer) bzw. Carl Wenzel (Heraldiker) (* 15. Juni 1869; † 25. Mai 1949) aus Hannover geschaffen. Es zeigt im rot-grün gespaltenen, mit einem silbernen Querband belegten Schild einen freien Unterarm mit goldenem Lilien-Szepter. Auf dem mit rot-weißen Helmdecken verzierten Topfhelm finden sich übereck rot-weiß geteilte offene Büffelhörner, dazwischen ein grüner achteckiger Stern.

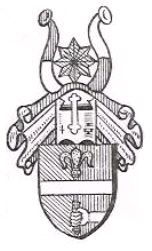
Wappen der Familie Willrich 1935

Zudem existiert ein gänzlich unterschiedliches, von den amerikanischen Zweigen der Familie in Texas geführtes Wappen, das im gerade stehenden gevierten sphärischen Schild von Blau und Gold oben einen goldenen Löwen und vorne zwei waagrechte rote Balken zeigt, was in der unteren Schildhälfte versetzt wiederholt wird, worüber ein gekrönter Spangenhelm mit offenem, links rot-gold, rechts gold-blau geteiltem Flug mit goldenem sechseckigen Stern dazwischen angeordnet ist. Über etwaige Wappen der Zweige in Minnesota und Brasilien liegen derzeit keine Angaben vor.

## Stammliste (Auswahl)

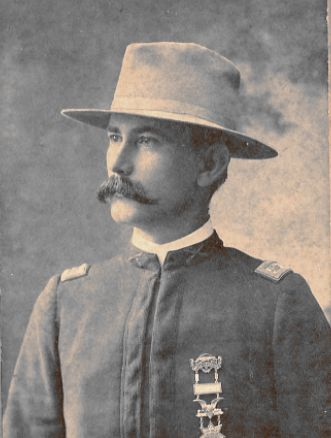
George Willrich (1861–1932) Texas

Nicolaus Willrich (* 1595 Gießen in Hessen; † 29. Juli 1667 in Helmstedt); ⚭ 15. April 1651 in Helmstedt mit Catharina Harding (* 1632)
- Johann Christian Willrich (* 1665 Helmstedt; † 1743 Mieste als Pfarrer ebenda); ⚭ (I.) 1697 in Oebisfelde mit Ottilie Elisabeth Rudolphi (* 19. Oktober 1673 Oebisfelde; † 24. Januar 1701 Mieste), Nachfahren jüngster Gardelegener Stamm. ⚭ (II.) mit Anna Catharina Baumann (* 1679)
  - aus (I.) Johann Ernst Willrich (* 1699 Mieste; † 1747 ebenda); ⚭ 1734 in Kaltendorf mit Wilhelmine Eleonore Elisabeth Holtheier († 1797)
    - Johann August Willrich (* 1737 Mieste; † 1800 Winsen/Luhe bei Harburg) Bürgermeister; ⚭ (I.) 1762 (Uelzen) Ilse Catharina Luers
      - Georg Joachim Willrich (1775–1845); ⚭ 1802 (Echem) Karoline Juliane Dorothea Müller (1777–1857)
        - Gottlieb August Joachim Willrich (* 28. Juli 1815 Gilten; † 6. März 1864 ebenda); ⚭ am 16. März 1847 in Nienburg/Weser mit Henriette Louise Leopold (* 3. Mai 1828 Eystrup bei Hoya; † 4. Juli 1910 Gardelegen)
          - Albrecht Ludwig Gottfried Willrich (* 1848 Gilten; † 1891 Berlin); ⚭ 1880 in Hildesheim mit Ida Sophie Amalie Elise Marie Pinkepank (1861–1949); 3 Kinder
          - Auguste Elise Amalie Caroline Willrich (1850–1918); ⚭ 6. November 1875 in Hildesheim mit George Washington Fürst (* 6. Mai 1817; † 30. Mai 1911 in Bremen), Sohn des Lorenz Fürst
            - Carl Gebhard Fürst († 1946); ⚭ Daniela von Reinken (* 1881 Bremen; † 1954 Sao Paulo)

          - Elisabeth Luise Emma Sophie Erneste Minna Willrich (* 1852 Gilten; † 1935 Mönchengladbach); ⚭ 1881 Hildesheim mit Julius Stender (1849–1907)
          - Gebhard Ernst Wilhelm Gustav Willrich (* 27. Mai 1853 Gilten; † 1. Dezember 1925 Zürich), Jurist, ab 1871 St. Louis/Missouri, um 1880 nach Saint Paul/Minnesota, Abgeordneter ab 1889[3] im Parlament ebendort für die Republikaner[4], sodann um 1913 US-Konsul in Québec und bis 1924 Konsul in St. Gallen und Zürich; ⚭ 20. September 1890 in Hamburg mit Paula Wilhelmine Hilda Kettenburg (* 28. Juli 1870 Hamburg)
            - Erika Luise Willrich (* 11. Februar 1892); ⚭ in Peking 1933 Diether von den Steinen
            - Edgar Gebhard Julius Willrich (* 11. Juli 1895 in Saint Paul, Minnesota); ⚭ Dorothy Mason Bliss
              - William Smith Mason Willrich (* 1933), Führungskraft in der US-Energiewirtschaft, Sachbuchautor

            - Hilda Helene Anna Willrich (* 19. Dezember 1896 in St. Paul, Minnesota)

          - Christoph Franz Leopold Willrich (* 1855 in Gilten; † 1926 in Denver)
          - Helene Friederike Johanne Theodore Auguste Willrich (* 1856 Gilten, 1886 Lehrerin in Ohio, 1890 bis 1909 Inhaberin[5] eines Pensionats in der Eisenstuckstraße 44[6] in Dresden; † 12. Oktober 1936 Gardelegen); ⚭ 11. Dezember 1909 mit Heinrich Julius Karl Homann († 8. Juli 1921 Gardelegen)[7]
          - Carl August Willrich (* 1856 Gilten), ab 1872 USA; ⚭ 1888 mit Anna Beek (1866–1931); 4 Kinder
            - Rudolf Gebhard Willrich (* 13. Oktober 1888 Halock, Minnesota)
            - Walter Willrich (* 1889)
            - Carl August Willrich (* 1892 in Chehalis/Washington; † 1940); ⚭ Maud Bennet († 1940)
            - Paul Willrich (* 3. Dezember 1895 Chehalis/Washington; † 1934 ebenda)

          - Emilie Ida Johanne Willrich (* 1858); ⚭ 1883 Hans Alexander Emil Freiherr von Schleinitz (1858–1920)
          - Georg Willrich (1859–1861)
          - Luise Marie Bertha Mathilde Willrich (* 20. März 1861 in Gilten); ⚭ 13. März 1886 in Hildesheim mit Paul Johannes Nikolaus Hermann Hagemann (1852–1912)
          - Rudolf Willrich (* 12. Februar 1863 Gilten; † 7. Januar 1890 Kansas City)

        - Fritz Willrich (1812–1837)
        - Elise Willrich (1807–1846)
        - Ludwig Johann Christoph Franz Willrich (* 1803 Hudemühlen/Aller; † 1857 Wiershausen) Pfarrer; ⚭ (I.) 1854 Theodore Wedekind; ⚭ (II.) Julie Friederike Henriette Charlotte Marianne Denicke († 1848 Hasselfelde bei Wernigerode)

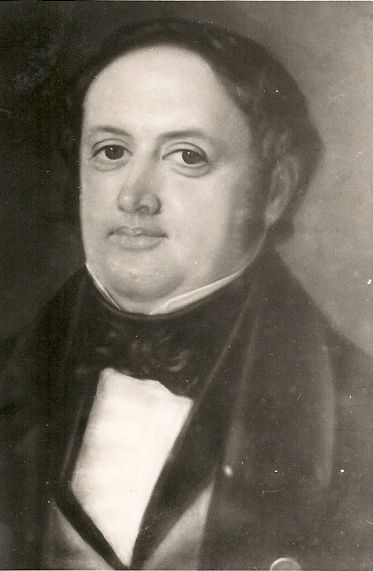
Georg Carl Willrich (* 1798 Uelzen; † 1876 Texas)

          - Georg Carl Willrich (* 1798 Uelzen; † 1876 Texas) aus (I.) Robert Willrich (1856–1862)

        - Georg Albrecht Johann Willrich (1805–1892); ⚭ (I.) 1842 Sophie Elisabeth Rahte (1818–1849); ⚭ (II.) 1851 Ehe mit Auguste Charlotte Schmidt (1833–1896) mit weiteren 2 Kindern
          - aus (I.) Emil Ludwig August Otto Willrich (1847–1920); ⚭ 1895 Elisabeth Dorothee Johanne Willrich (* 1868); 3 Kinder
          - Friedrich Gottlieb Willrich (1845–1898); ⚭ 1893 Wilhelmine Friederike Auguste Steinhoff (1870*)
          - Lina Sophie Elise Willrich (1844–1896); ⚭ 1894 Karl Gottfried Christian Knauff (* 1829)

        - Wilhelm Friedrich August Christoph Willrich (1809–1905) ⚭ 1846 Minna Hess († 1907)
          - Heino Friedrich Carl Georg Willrich (* 1847 Ebergötzen; † 1926 Hannover); ⚭ 9. April 1877 Johanna Meineke (1854–1930)
            - Ernst Christoph Willrich (* 27. Mai 1879 Groß Kochberg in Meiningen)

          - Ludwig Wilhelm Friedrich Willrich (1848–1891); ⚭ 1874 Lina Mahrenholz (1855–1899); 4 Kinder
          - Lina Willrich (1849–1852)
          - Ottilie Willrich (1853–1924); ⚭ 1878 Otto Frese (1849–1934)
          - Auguste Willrich (* 1854); ⚭ Gustav Weßberge († 1923)

      - Catharine Sabine Willrich (* 1777); ⚭ Leonhard Schmidt
      - Johann August Willrich (1770–1821), Pächter der Domäne Bullendorf im Amt Scharnebeck
      - Margarete Hedwig Willrich (1768–1808); ⚭ Heinrich Cordes († 1842), Pastor
      - Wilhelm Christian Willrich (1765–1831); ⚭ 1795 Uelzen mit Margarete Jarcke († 1841 Uelzen); Stammeltern des Texaner Zweiges
        - Ludwig Willrich (* 1796 Uelzen; † 1881 Wollingst); ⚭ 1838 in Sulingen mit Augusta Meyer (1816–1893); Besitzer eines Hofes, hatte 3 Kinder
        - Georg Carl Willrich (* 1798 Uelzen; † 1876 Texas); ⚭ (I.) Margarethe Caroline Rübenack (* 1795); ⚭ (II.) 14. Oktober 1821 Gertrud Elisabeth Bostelmann (1802–1838); ⚭ (III.) 1839 in Lüneburg mit Elise Kuckuck (* 1808; † 16. Oktober 1907 La Grange/Texas), ab 1847 in Texas[8]
          - aus (I.) Georg August Willrich (1818–1891); ⚭ 1846 Henriette Wilhelmine von Roden (* 1820 Parensen/Nörten; † 1908 Bovenden/Göttingen; Tochter des Christian Friedrich von Roden und der 1807 geehelichten Maria Eleonore Wegener)
            - Helene Luise Karoline Willrich (1850–1938); ⚭ 1874 Wilhelm Theodor Borchers (1844–1933)
            - Elise Sophie Charlotte Willrich (1853–1912); ⚭ 1878 Carl Christoph Rudolf Rusteberg (1846–1915)
            - Karl Heinrich Wilhelm Willrich (1859–1895); ⚭ 1886 in Hannover mit Paula Rosenthal (1867–1886)
              - Albert(o) Gustav Ludwig Wilhelm Rudolf Willrich (* 15. November 1886 in Bennigsen/Hannover; † 11. Januar 1958 in São Bento do Sul, Santa Catarina), Beamter der deutschen Überseebank in Rio de Janeiro; ⚭ Elvira Sanford Neves de Lopes (1894–1953)

            - Ludwig August Otto Wilrich (* 1855 Nörten; † 1942 Dresden); ⚭ Regina Betty Luise Nolte (* 1863 Hannoversch-Münden; † 1930 Dresden); 5 Kinder mit Nachkommen, darunter wohl Peter-Theodor Wilrich

          - aus (II.) Georg Wilhelm Willrich (1823–1861); ⚭ 1860 Liane Anna Maria von Lassaulx (* 1832 Koblenz, Enkelin des J. von Lassaulx; † 1922), diese ⚭ (II.) George Tuttle aus Pin Oak
            - George Willrich (1861–1932) Texas George Willrich Jr. (* 1861; † 24. August 1932 La Grange/Texas)[9] Soldat im Kubanischen Krieg, 1903 bis 1918 Bezirksrichter; ⚭ 1885 in Flatonia mit Olivia Tuttle

          - Margarete Dorothea Willrich (1826–1915); ⚭ 1841 August Friedrich Ludwig Keuffel (1813–1884)

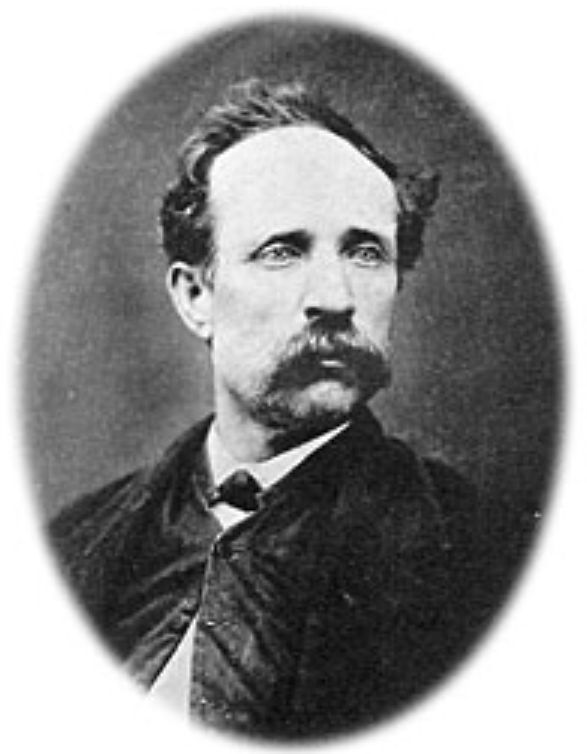
Charles T. Willrich (1829–1906)

          - Charles T. Willrich (1829–1906) Carl Friedrich Theodor (=Charles T.) Willrich (30. März 1829 Uelzen; † 1906), ab 1846 Texas, Soldat im Mexikanischen Krieg, dann in der 1st Texas Heavy Artillery[10] der Konföderierten, 24 Jahre lang Friedensrichter, Bürgermeister in Schulenburg/Texas; ⚭ Agnes Hartbawman
            - Charles George Theodor Willrich (1867–1943); ⚭ 1894 Ludella Williams; 3 Kinder, El Paso
            - Gertrude Elizabeth Willrich (* 1869); ⚭ Ernst McKinnon aus Halletsville
            - John Carmichael Willrich (* 1877); ⚭ Virginia von Raum; Fort Worth

          - Johanne Pauline Willrich (1829–1860); ⚭ 1848 Johann Andreas Huebner (1814–1894), 6 Kinder
          - Sophie Charlotte Marie Willrich (1833–1888); ⚭ Fritz Denker; 4 Kinder
          - Franziska Sophie Eleonore Willrich (* 1835); ⚭ John Vogt; 7 Kinder
          - aus (III.) Louise Theodora Willrich (1849–1944); ⚭ 1871 Emil Koehler (1837–1920)

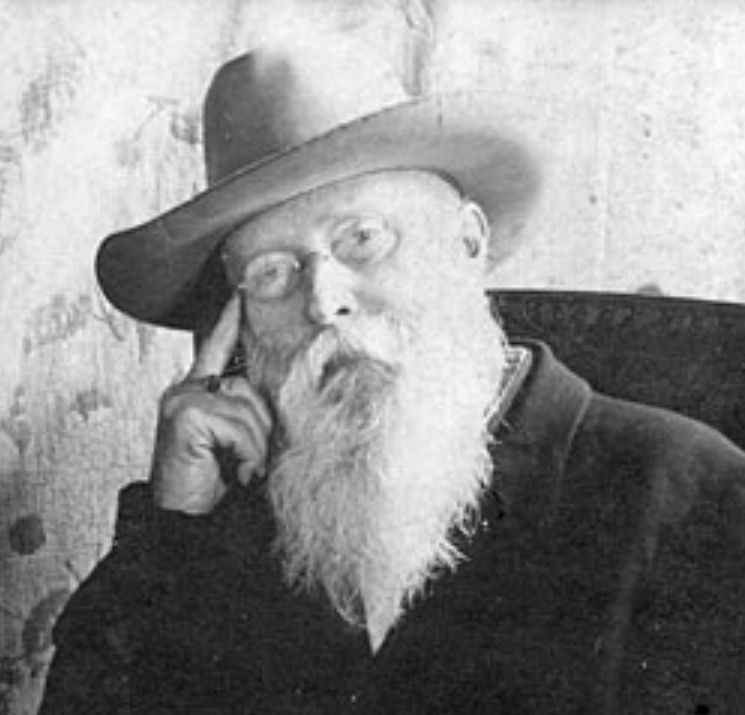
Julius Ludwig George Willrich

          - Julius Ludwig George Willrich Julius Ludwig George Willrich (* 31. Dezember 1841; † 11. Februar 1919 La Grange/Texas), Soldat der Konföderierten, später Professor und Lehrer an der Teutonia School
          - Anna Dorothea Wilhelme Amalie Willrich (* 1843); ⚭ 1865 Gustav Groos (* 1832 Ewersbach in Hessen; † 1895 San Antonio in Texas)
          - Otto August Georg Willrich (* 19. Februar 1845 Elsen/Hannover; † 13. Februar 1929 La Grange), Farmer; ⚭ 1870 Anna Kloss, 11 Kinder
            - Louis Otto Willrich Sr. (1883–1937 Houston), Privatsekretär und Auditor für Dan Japhet in Texas

          - Louis Otto Willrich (* 1848)

        - Johann Friedrich Theodor Willrich (* 13. Dezember 1802 Uelzen; † 21. Juni 1893 Vorsfelde/Helmstedt); ⚭ 1826 Meta Bostelmann (* 1806 Lüneburg; † 1880 Vorsfelde)
          - Johann Friedrich Theodor Willrich (18. August 1829 Bode/Uelzen; † 17. Januar 1894 Filehne) pommerscher Rittergutspächter; ⚭ am 5. Dezember 1862 in Kummerow/Kreis Regenwalde mit Franziska Luise Sophie Raddatz (1837–1911)
            - Karl Willrich (1864–1864)
            - Georg Ferdinand Ludwig Willrich (1865–1954); ⚭ Paula Kieff (1872–1927), 3 Kinder
            - Hugo Friedrich Wilhelm Louis Albert Willrich (* 1867 Kreis Regenwalde; † 1950 Göttingen); ⚭ Laura Jacobj (1868–1924); 3 Kinder
              - Wolfgang Karl Ernst Heinrich Wilhelm Willrich (1897–1948); 3 Kinder
              - Ingeborg Willrich (1899–1996), Lehrerin, verweigerte den Eid auf Hitler
              - N.N. Willrich

            - Meta Willrich (* 1868)
            - Olga Willrich (1870–1897)
            - Fritz Willrich (1871–1949); ⚭ 1910 Lydia Büchler
            - Erich Willrich (* 1875 Kummerow; ⚔ 1914 Verdun) Kunsthistoriker, 1905–1908 Direktor des Deutschen Buchgewerbe-Museums, ab 1909 Vorstand des Kupferstichkabinetts Stuttgart[11]
            - Theodora Willrich (1876–1911)
            - Gertrude Therese Helene Bianca Adelheid Willrich (1877–1967); ⚭ Ernst Wilhelm Hermann Hänsgen (1873–1935)

          - Georg Wilhelm Ludwig Willrich (1828–1904); ⚭ 1866 Marie Andrae († 1892), 4 Kinder
          - Johanne Willrich (1831–1908); ⚭ 1860 Friedrich Brandt († 1899)
          - Georg August Heinrich Willrich (1833–1884); ⚭ (I.) 1865 Johanne Helene Auguste Charlotte Behrens (1839–1870); zahlreiche Nachkommen
          - Georg Carl Wilhelm Willrich (1837–1919); ⚭ 1864 Mathilde Henriette Wilhelmine Schulze (1841–1932); zahlreiche Nachkommen
          - Ernst Adolf Anton Willrich (1841–1919); ⚭ 1871 Emma Henriette Marie Ludewig (1848–1916); zahlreiche Nachkommen
          - Charlotte Willrich (1843–1923); ⚭ 1872 Wilhelm Weigel († 1889)
          - Ernst August Willrich (1846 Bode/Uelzen–1903 Weida); ⚭ 1879 Sophie Altmann (1855–1922 Weimar)
            - Anna Willrich (1880–1968)
            - Margarete Willrich (* 1884 Berka/Ilm); ⚭ 1910 Holger Bang-Haas

      - Friederike Willrich (* 1762; † 1831 Vorsfelde); ⚭ Friedrich Keuffel (1739–1800); 6 Kinder

    - Johann Friedrich Willrich (1738–1785); ⚭ Anna Catharina Keuffel; 3 Kinder
    - Johann Friedrich Joachim Willrich (1744–1809); ⚭ 3. Juli 1771 Henriette Sophie Hindenburg
      - Rosina Wilhelmine Karoline Willrich (* 1776; † 28. Juni 1810 in Kaltendorf/Ohrekreis)
      - Tochter N.N. Willrich

    - Catharine Sabine Willrich (1747–1793); ⚭ Johann Gottlieb Werner († 1821)

  - Catharine Sabine Willrich (* 24. April 1698 Mieste; † 1747 Uelzen); ⚭ Ludolf August Lamprecht
  - aus (II.): Johann Jakob Willrich (1703–1705)
  - Friedrich Busso Willrich (* 1709)
  - Johann Christian Willrich (* 1712); ⚭ 1748 Charlotte Marie Schwarz
- Johann Jürgen Willrich (* 5. Februar 1663)
  - Catharina Emerentia Willrich († 1709); ⚭ 1705 Johannes Lange
  - Johann Christian Wilrich (* 10. September 1690 Gardelegen; † 1750 Gramzow) Kircheninspektor; ⚭ (I.) 1725 Anna Barbara Mirus
    - Johann Friedrich Gottlieb Wilrich (1735–1786), Bürgermeister in Gramzow
      - Christian Friedrich Wilhelm Wilrich (* 1765 Bärwalde in der Neumark Krs.  Königsberg); zahlreiche Nachkommen
        - Julius Eduard Wilrich (* 25. Januar 1804 Landsberg an der Warthe; † 21. Mai 1888 Wolin, Westpommern); ⚭ 21. Juni 1844 mit Emilie Caroline Antonie von Platen (* 23. August 1821 Frankfurt (Oder); † 23. August 1906 Berlin)
          - Ernst Julius Wilrich (* 19. Oktober 1859 Cammin in Westpommern, † 18. Oktober 1938 Berlin); ⚭ 1891 in Berlin mit Alwine Marie Christine Vorbrodt
          - Elisabeth Auguste Charlotte Wilrich; ⚭ 15. April 1893 in Berlin mit Eduard Cramer

  - Johann Heinrich Willrich (* 1692)
- Maria Gertrud Willrich (* 1656); ⚭ (I.) mit Moritz Lange; ⚭ (II.) in Neuhaldensleben 1686 mit Johann Werner Pistorius
- Thomas Willrich (* 3. Januar 1654 Helmstedt; † 1690 Gardelegen) Lehrer; ⚭ Catharina Dorothea Krause († 1722 Gardelegen)
  - Christian Willrich (* 8. Dezember 1687 Gardelegen; † 1767) Prediger zu Rottmersleben und Klein Santersleben; ⚭ (I.) 1723 in Rottmersleben mit Auguste Luise Velthen († 1736 in Rottmersleben)
    - Philipp August Willrich (1732–1778); ⚭ 1767 mit Dorothea Elisabeth Schüler († 1810)
    - Johanna Christina Willrich (* 1728); ⚭ (I.) Christoph Günther Neumann; ⚭ (II.) Johann Gottlieb Reichard
    - Catharina Louise Willrich (1724–1746)
- Dorothee Elisabeth Willrich (* 1652)

## Persönlichkeiten
- Johann August Willrich (1770–1821), Pächter der Domäne Bullendorf im Amt Scharnebeck
- Carl Friedrich Theodor (=Charles T.) Willrich (1829–1906), Bürgermeister von Schulenburg (Texas)
- Gebhard Ernst Wilhelm Gustav Willrich (1853–1925), US-Abgeordneter und Diplomat
- Hugo Willrich (1867–1950), deutscher Althistoriker
- Erich Willrich (1875–1914), deutscher Kunsthistoriker, Museumsdirektor und Autor
- Wolfgang Willrich (1897–1948), deutscher Künstler und Schriftsteller
- William Smith Mason Willrich (* 1933), Führungskraft in der US-Energiewirtschaft, Sachbuchautor